# Stadion im Baumhof
Das Stadion im Baumhof ist ein Fußballstadion mit Leichtathletikanlage im Ortsteil Niedersprockhövel der nordrhein-westfälischen Stadt Sprockhövel. Es bietet Platz für 1800 Zuschauer. Der Fußballverein TSG Sprockhövel trägt seit 1936 seine Heimspiele im Stadion aus. Anfang der 1990er Jahre wurde das Stadion im Baumhof grundsaniert. Der alte Hartplatz wurde durch einen Kunstrasen ersetzt.